# 华谊集团
上海华谊控股集团有限公司（英語：Shanghai Huayi Holding Group Co., Ltd.），简称华谊集团、上海华谊，是中华人民共和国的一家化学工业公司，也是由上海市国有资产监督管理委员会监督管理的市管国有企业。华谊集团的前身为1956年成立的上海市化学工业局，1996年10月4日由上海化工控股（集团）公司的国有资产和上海市医药管理局及所属企业的全部国有资产联合重组后成立。其控股子公司上海华谊集团股份有限公司（上交所：600623；上交所：900909，简称：华谊B股）是在上海证券交易所上市交易的股份制企业，持有集团80%的核心资产。集团旗下拥有多个知名品牌，如双钱轮胎、蜂花檀香皂、回力鞋、飞虎牌油漆、眼睛牌涂料、一品牌颜料等。

## 历史

### 前史
1955年4月，上海市第二重工业管理局成立，为化工局的前身。1956年5月，中华人民共和国化学工业部成立。根据化工部关于在全国各省市中率先成立上海市化学工业局的要求，1957年4月，上海市第二重工业管理局撤销，组建上海市化学工业局，管辖原重二局下属的化学原料工业公司、染料工业公司、造漆颜料工业公司、木材工业公司和轻工业局划入的医药工业公司、轮胎胶鞋工业公司、橡胶杂品工业公司以及华东农林部病虫药械制造实验工厂，管理企业994家，对全市化工企业实行统一领导。重二局其他9个专业公司中，7个公司划给机电局；2个公司划给轻工局。后又按专业化集中生产的原则，裁并改组工厂。1958年，木材公司划归轻工业局，医药工业公司划归化工局，上海炼油厂、上海天原化工厂、上海化工厂、上海试剂厂、上海溶剂厂、上海第一制药厂、上海玻璃厂、上海科发药厂、上海民用药厂等部属企业划归化工局。至1960年底共有194家企业。化工局成立初期，局机关共设12个处室。
文化大革命爆发后，1967年4月，造反派冲击化工局机关，取消所有的行政处室，成立“抓革命、促生产指挥部”，又称一线指挥部。行政部门只设生产组、军工支内组，1968年曾设置教育组，后于当年12月撤销。1969年1月，化工局设立革命委员会，下设生产办公室，指挥全局生产。1974年12月，生产办公室改称生产口，按业务线条分设9个行政组。1978年增加财务组和设备组，同时撤销石化组和军工组。1979年4月起恢复全部处室名称。1981年12月科研处和技术处合并为科技处，1984年4月科技处、生产计划处合并改组成生产技术处，科研开发处和规划处。中共十一届三中全会后，化工局开始简政放权，先后有计划地组建经济实体性的企业性公司，撤销行政性公司。1990年时，化工局机关共设16个行政处室，至1994年共设独立核算工业企业118家，其中全民企业79家、集体所有制企业17家、股份制企业4家、中外合资企业18家。化工局机关组织机构基本延续到1996年6月。
1995年12月16日，上海市化学工业局建制被撤销，化工局承担企业职能的部分公司化，整体改制为上海化工控股（集团）公司，实行政企分开。

### 华谊集团时期
1996年10月4日，原上海化工控股（集团）公司的国有资产和原上海市医药管理局及所属企业的全部国有资产联合重组，组建上海华谊（集团）公司，由上海市国有资产管理委员会授权经营。同年11月14日，华谊集团挂牌成立，成立初期共有4个大型企业集团公司和在建的上海化学工业区。集团成立后，华谊集团对上海内环线以内所有反应性化工生产基地全部关闭停产，到2001年确立“南、北、中”“3+1”规划布局。
1999年12月28日，华谊集团、上海石化、高桥石化、久事集团、上海工投集团共同出资组建的上海化学工业区发展有限公司成立。
2000年9月，上海医药通过资产重组，改制成由华谊集团与上海工投集团分别拥有50%股权的有限责任公司。后在2002年8月，华源集团收购华谊集团与上海工投集团各占上药集团总股本20%的股权；2008年7月，上海市国资委决定，将华谊集团、上海工投集团各持有的上药集团30%股权转让予上实集团。至此华谊集团不再涉足医药业务的运营。
2014年3月31日，华谊集团宣布，集团改革方向已经基本确定，集团整体上市等已经提上改革议程。2016年5月18日，资产重组后由原上市公司“双钱股份”更名的“华谊集团”在上海证券交易所正式上市，华谊集团核心资产完成整体上市。重组完成后，公司财务数据出现大幅上升。
2018年1月，华谊集团旗下原上市公司三爱富发布公告称，三爱富将旗下公司股权转让予华谊集团。同年9月，三爱富更名为国新文化，不再从事化工业务。截至2022年，华谊控股集团仍持有国新文化11.77%的股权。

## 历任领导

### 第二重工业局、化工局时期
| 局长 - 周璧（1956年1月－1957年1月） - 余昕（1957年1月－1957年4月） - 梅洛（1957年4月－1960年6月） - 余昕（1960年5月－1967年1月） - 胡菲（1968年1月－1970年12月，革委会召集人） - 李恒欣（1968年1月－1973年6月，革委会召集人） - 曹维屏（1970年1月－1973年6月，革委会召集人，代理） - 陈林（1971年9月－1977年1月，革委会召集人→革委会主任） - 余琳（1977年4月－1978年7月，革委会主任→局长） - 俞谦（1978年7月－1983年8月） - 谭竹洲（1983年8月－1984年1月） - 符卫国（1988年11月－1995年2月） - 俞德雄（1995年2月－1995年12月） | 党组织负责人 - 张敬人（1955年3月－1956年4月，党委书记） - 周璧（1956年1月－1957年1月，党组书记） - 余昕（1956年11月－1957年4月，党组书记） - 梅洛（1957年4月－1960年6月，党组书记） - 余昕（1960年9月－1967年1月，党委书记→党组书记） - 胡菲（1969年11月－1970年12月，党的核心小组组长） - 曹维屏（1970年2月－1972年7月，党的核心小组组长） - 陈林（1971年9月－1977年1月，党的核心小组组长→党委书记） - 余琳（1977年4月－1978年7月，党委书记） - 俞谦（1978年7月－1983年8月，党委书记） - 刘运樟（1983年8月－1994年10月，党委书记） - 俞德雄（1994年10月－1995年12月，党委书记） | 团委书记 - 韩正（1982年－1986年） |

### 化工控股集团、华谊集团时期
| 董事长 - 俞德雄（1995年12月－2002年9月） - 张培璋（2002年9月－2007年9月） - 金明达（2007年9月－2013年6月） - 刘训峰（2013年6月－2023年5月） - 顾立立（2023年5月－） | 总裁 - 高均芳（1995年12月－1998年11月） - 崔志仁（1998年11月－2000年7月） - 张培璋（2000年7月－2002年8月） - 周波（2002年8月－2005年6月） - 金明达（2005年10月－2007年9月） - 刘训峰（2007年9月－2013年6月） - 秦健（2013年6月－2014年12月） - 王霞（2014年12月－2023年5月） - 钱志刚（2023年5月－） | 党委书记 - 俞德雄（1995年12月－2002年8月） - 张培璋（2002年8月－2007年9月） - 金明达（2007年9月－2013年6月） - 刘训峰（2013年6月－2023年5月） - 顾立立（2023年5月－） |

## 机构设置
上海华谊控股集团有限公司组织机构如下：

| 行政机构 - 集团办公室 - 战略发展部 - 财务部 - 人力资源部 - 资本运作部 - 国际业务部 - 市场供应链部 - 生产运营部 - 安全环保部 - 工程管理部 - 科技部 - 监察审计部 - 信息化部 - 法务部 | 党群组织机构 - 党委办公室 - 信访室 - 组织部 - 宣传部 - 老干部部 - 武装保卫部 |

## 下属单位
华谊集团下属单位如下:196-198：

| 制造企业 - 双钱轮胎集团有限公司 - 上海制皂（集团）有限公司（60%） - 上海氯碱化工股份有限公司 - 上海三爱富新材料科技有限公司 - 上海华谊能源化工有限公司 - 上海华谊精细化工有限公司 - 上海华谊新材料有限公司 | 服务企业 - 上海华谊集团投资有限公司 - 上海天原（集团）有限公司 - 上海华谊工程有限公司 - 上海华谊信息技术有限公司 - 上海华谊集团财务有限责任公司 - 上海华谊集团技术研究院 - 上海闵行华谊小额贷款有限公司 - 上海静安华谊小额贷款有限公司 | 直属事业单位 - 上海华谊（集团）化工联社 - 上海华谊（集团）公司党校（上海化工教育培训中心） - 上海信息技术学校 - 上海市化工科学技术情报研究所 - 上海市化工环境保护监测站 - 上海华谊集团技术研究院 |

## 业务
华谊集团业务涵盖煤基多联产化工、绿色轮胎、新材料、精细化学品和化工物流、工程总承包等，产品涉及基础化学品、清洁能源、橡胶制品、塑料制品、涂料、染料和颜料、氟化工、试剂、助剂、医药中间体、化工设备等十余大类近万种。1990年代以来，集团生产经营逐步从“生产制造”向“制造+服务”转型，打造“能源化工、绿色轮胎、先进材料、精细化工”四大产业平台，加快化工物流、服务贸易、工程装备、地产租赁服务业发展。

### 产业布局
1990年代以前，原化工局的产业布局主要在上海市区域范围内的吴泾地区、吴淞地区、桃浦地区，以及散布在徐汇区、长宁区、杨浦区等市区的轮胎橡胶制品生产制造和嘉定县、青浦县等郊县的化肥生产制造。1996年6月，上轮公司（双钱集团前身）将主要生产基地迁移至闵行经济技术开发区。同年华谊集团成立后，华谊集团实施内环线以内所有反应性化工生产全部关闭停产。
2001年，华谊集团确立“南、北、中”“3+1”规划布局：南部横跨金山、奉贤地区建设上海化学工业区；北部吴淞地区建设以精细化工为主的吴淞化工基地；中部吴泾地区建设以煤化工为主的清洁能源吴泾化工基地和闵行地区建设轮胎加工基地。
2005年，华谊集团实行“发展漕泾、改善吴泾、调整高桥，延伸产业链，大力发展精细化工”发展战略，精细化工向金山第二工业区进一步集中发展。2006至2010年，华谊集团调整退出一批高物耗、高能耗、高污染、低附加值的产业、企业和产品，初步形成吴泾基地高端升级、上海化工区集聚发展、吴淞基地战略转型和“走出去”战略，上海总部定位为决策中心、投资中心、研发中心、营销中心和管理中心；在上海发展精细化工、高新材料产业和生产服务业，将煤基多联产产业和轮胎产业等生产基地向有资源、有市场、有效益的地区转移。集团在江苏、安徽、重庆、宁夏、内蒙古等地建有生产基地，实现“一个华谊、全国业务”的发展格局。
境外布局方面，华谊集团在泰国、马来西亚、印度尼西亚、越南、美国、约旦、比利时、加纳、香港等地组建生产企业、销售公司、办事处等营业据点。

### 知名品牌与产品
华谊集团拥有诸多知名品牌，截至2013年，集团拥有经认定的中国名牌产品6个，中国驰名商标2个，上海名牌产品22个，上海著名商标12个。部分品牌更被认定为中华老字号或上海老字号:10。主要品牌与产品如下：
- 双钱/回力轮胎
- 眼睛牌油漆
- 光明牌油漆
- 飞虎牌涂料
- 一品牌颜料
- 白象电池
- 牡丹油墨
- 回力鞋
- 蜂花檀香皂
- 上海药皂
- 扇牌洗衣皂
- 白丽美容香皂
- 电化/申峰烧碱、聚氯乙烯
- 3F聚四氟乙烯树脂

## 企业文化

### 标志
华谊集团第一代标志于1997年2月14日启用，该标志主体构架为六边形体，象征化工和医药产品分子式中常用的苯环融为坚实稳固的统一图案；红色箭头突破框格，象征集团不断开拓创新，寓意集团不断蓬勃向上，红色意为充满激情，开拓前进。
1998年，沪港合资金马有限公司为华谊集团设计第二代标志（现行标志），标志图形的创意灵感来自中国民间剪纸。标志中的五个携手并肩的人代表集团的五大支柱业务；橘红色朝阳（或地球）图形寓意“太阳与人、地球与人”，诠释“人与自然”的和谐发展，体现集团的全面、协调、可持续发展战略思想。2004年，华谊集团在整个集团系统中全面推广使用华谊商号、司标，同时对华谊集团视觉形象系统做适当的调整及增补。

## 外部連結
- 官方网站